# 狩野力八郎
狩野 力八郎（かの りきはちろう、1945年9月4日 - 2015年4月11日）は、日本の医学者・精神科医・精神分析家。東京国際大学教授。学位は博士（医学）（東海大学・論文博士・2001年）。

## 略歴
1971年、慶應義塾大学医学部卒業。同精神神経科教室入局。桜ヶ丘保養院、東海大学医学部精神科学教室、同講師を経て、2001年、東京国際大学人間社会学部・臨床心理学研究科教授。2001年「精神分析的入院治療における治療チームの研究 :チームにおける一致と相違」で東海大学より博士（医学）の学位を取得。東海大学医学部客員教授。1981〜1983年、米国メニンガークリニック、トピカ精神分析研究所留学。国際精神分析学会正会員。日本精神分析協会訓練分析家。

## 著書
- 『重症人格障害の臨床研究 パーソナリティの病理と治療技法』金剛出版　2002
- 『方法としての治療構造論 精神分析的心理療法の実践』金剛出版　2009

### 共編著
- 『摂食障害 拒食と過食』小倉清と責任編集　岩崎学術出版社　1994　思春期青年期ケース研究
- 『青年のひきこもり 心理社会的背景・病理・治療援助』近藤直司共編　岩崎学術出版社　2000
- 『日常診療でみる人格障害 分類・診断・治療とその対応』高野晶,山岡昌之共編著　三輪書店　2004

### 翻訳
- A.ベイトマン,P.フォナギー『メンタライゼーションと境界パーソナリティ障害 MBTが拓く精神分析的精神療法の新たな展開』白波瀬丈一郎共監訳　岩崎学術出版社　2008
- ナンシー・マックウィリアムズ『精神分析的心理療法 実践家のための手引き』監訳 妙木浩之他訳　金剛出版　2009
- グレン・O・ギャバード『精神力動的精神療法基本テキスト』監訳 池田暁史訳　岩崎学術出版社　2012

## 関連人物
- 小此木啓吾